# Mordellistena neuwaldeggiana
Mordellistena neuwaldeggiana ist ein Käfer aus der Familie der Stachelkäfer. Die Gattung Mordellistena ist in Europa mit drei Untergattungen und über 170 Arten vertreten.

## Bemerkungen zum Namen
Der Käfer wurde 1796 von Panzer unter dem wissenschaftlichen Namen Mordella neuwaldeggiana beschrieben. Die Beschreibung durch Panzer enthält den Satz: Habitat in floribus, Neuwaldegg (lat. lebt auf Blüten, Neuwaldegg). Der Artname neuwaldeggiana bezieht sich also auf den Fundort Neuwaldegg, heute Stadtteil von Wien.
In der Literatur findet man häufig den Artnamen brunnea. Er spielt auf die Körperfarbe (lat. brunnea für braun) an und geht auf die Beschreibung des Käfers im Jahr 1801 durch die weithin anerkannten Autorität Fabricius zurück.
Der Gattungsname Mordellistena wurde 1854 von Costa definiert. Die Beschreibung von Mordellistena durch Costa beginnt mit Corpus magis compressum (lat. Körper ziemlich stark zusammengedrückt), wodurch sich der Gattungsname erklärt.  Er leitet sich vom Gattungsnamen Mordélla und altgr. στενός „stenós“ für „eng, schmal“ ab. Costa beschreibt den Käfer unter dem Namen Natirrica meridionale.
|                                        |  |  |
| Drei verschiedene Ansichten des Käfers |  |  |

## Merkmale des Käfers
Das Tier ist oberseits und unterseits einfarbig gelbrot. Der Körper ist der Länge nach stark gewölbt, der Breite nach oberseits schwach gewölbt. Die Unterseite ist kielartig zusammengedrückt. Das Hinterende ist zu einer hornigen Spitze ausgezogen. Ohne diese Spitze gemessen erreicht der Käfer eine Länge von knapp drei bis zu vier Millimeter.
Der Kopf ist nicht abgeflacht, sondern mehr oder weniger gewölbt und breiter als lang. Er wird im lebenden Zustand nach vorn gestreckt, sodass die Mundwerkzeuge gut sichtbar sind. Beim Trocknen der toten Käfer neigt er sich jedoch nach unten. Die Oberkiefer sind breit, dreieckig und an der Spitze gezähnt. Die Kante des Hinterkopfs zwischen den Augen ist relativ kurz im Vergleich zu ähnlichen Arten.
Die elfgliedrigen Fühler sind fadenförmig und relativ lang. Bis auf die helleren Basalglieder sind sie etwas dunkler braun als der Körper. Das dritte Fühlerglied ist mindestens so lang wie das zweite, nicht – wie bei Mordellistena humeralis – kürzer. Das vierte Fühlerglied ist nicht schwächer, sondern gleich lang und breit wie das fünfte und die folgenden Fühlerglieder. Das letzte Glied der viergliedrigen Kiefertaster ist in beiden Geschlechtern beilförmig.
Der Halsschild ist etwas breiter als lang. Der Vorderrand ist in der Mitte stumpfwinklig, die Seiten sind nur schwach konvex. Kurz vor den Hinterwinkeln verlaufen die Seiten parallel zueinander. Die Hinterwinkel sind fast rechtwinklig. In der Mitte des Hinterrandes ist der Halsschild lappenartig nach hinten verlängert.
Das Schildchen ist dreieckig.
Die Flügeldecken sind schmal. Sie enden nicht gemeinsam verrundet, sondern einzeln leicht spitz zulaufend. Zur Spitze hin können sie dunkler werden.
Die vorderen und mittleren Beine sind zierlich, ihre Tarsen fünfgliedrig. Die vorletzten Tarsenglieder enden nicht ausgeschnitten oder zweilappig, sondern gerade abgeschnitten. Die Vorderhüften sind zapfenförmig. Die Beine des letzten Beinpaars sind kräftig. Die Hinterhüften bilden eine große Platte. Die Schenkel sind zusammengedrückt, breit, fast länglich elliptisch. Auf der Unterseite tragen sie eine Rinne, in die der Rücken der Schienen eingelegt werden kann. Die Schienen sind deutlich schmaler und kürzer, kaum kräftiger als das erste Tarsenglied. Die Kerben an den Hinterbeinen sind für die Bestimmung wichtig. Auf den Hinterschienen befindet sich kurz vor dem Ende und parallel dazu ein sogenannter Apikalkerb und außerdem zwei sehr schräge Lateralkerben. Die Kerben sind dunkler gefärbt. Die Hinterschienen enden mit zwei Dornen, der äußere ist lang, der innere kurz. Diese erreichen die Mitte der Breite der Schienen. Auch die viergliedrigen Hintertarsen sind gekerbt. Das erste Hintertarsenglied trägt drei Kerben, das folgende zwei Kerben.

## Biologie
Die wärmeliebende Art findet sich von April bis September an sonnenexponierten Waldrändern und an lichten Stellen in Laubwald. Die Käfer sind dort auf Blüten und Kräutern zu finden, vorzugsweise auf Doldenblütlern und Korbblütlern, auch auf Pflanzengattung Seide. Sie wurden auch in Gärten, auf Felsenheide, in Weinbergen und in Flussauen gefunden. Die Weibchen bohren mit dem Stachel morsches Holz an und legen dort die Eier ab. Die Larve entwickelt sich in dünnen Ästen oder Stämmchen der Linde oder anderen Laubhölzer (Pappeln).

## Verbreitung
Das Vorkommen des Käfers ist auf fast ganz Europa und die Türkei beschränkt. Im Norden kommt der Käfer nur in einen Teil der wärmeren südlichen Provinzen Schwedens vor. Im Süden erreicht das Verbreitungsgebiet Spanien, Italien, Griechenland und die Türkei. Der Käfer ist jedoch nicht in allen europäischen Ländern zu finden. Aus Dänemark gibt es nur alte Funddaten. Aus Großbritannien, den Beneluxstaaten, Portugal, Albanien und der Europäischen Türkei fehlen Nachweise. Im Osten erreicht der Käfer die Ukraine, in einigen Teilen Osteuropas fehlen jedoch ebenfalls Nachweise. Aus Estland wurde die Art als neu gemeldet.